# هيو لوغان
هيو لوغان (بالإنجليزية: Hugh Logan)‏ (10 مايو 1885 في المملكة المتحدة - 24 فبراير 1919 في بلجيكا) هو لاعب كريكت بريطاني (وحمل سابقاً جنسية المملكة المتحدة لبريطانيا العظمى وأيرلندا). لعب مع نادي مقاطعة ليسترشاير للكريكت ‏.

## وصلات خارجية
- هيو لوغان على موقع إي آس بي آن كريك إنفو (الإنجليزية)